# ويليام واين باول
ويليام واين باول (بالإنجليزية: William Wayne Paul)‏ هو فنان قتالي أمريكي، ولد في 1939، وتوفي في 1989.